# 인터넷 연구 태스크 포스
인터넷 연구 태스크 포스(Internet Research Task Force, IRTF)는 인터넷 아키텍처 위원회(Internet Architecture Board)가 감독하는 조직으로, 인터넷과 관련된 장기적인 연구 문제에 중점을 두고 있다. 이와 유사한 조직인 IETF(국제 인터넷 표준화 기구)는 엔지니어링 및 표준 작성과 관련된 단기적인 문제에 중점을 둔다.
IRTF는 인터넷 프로토콜, 애플리케이션, 아키텍처 및 기술과 관련된 주제를 연구하는 집중적이고 장기적인 연구 그룹을 만들어 인터넷 진화에 중요한 연구를 촉진한다. IETF와 달리 태스크 포스는 표준을 설정하지 않으며 IRTF 연구 그룹에서 기대하는 명시적인 결과도 없다.

## 조직
IRTF는 다수의 집중적이고 장기적인 연구 그룹으로 구성되어 있다. 이 그룹은 인터넷 프로토콜, 애플리케이션, 아키텍처 및 기술과 관련된 주제를 다룬다. 연구 그룹은 연구 문제를 탐구하는 데 있어 연구 협력 및 팀워크 개발을 촉진하는 데 필요한 안정적인 장기 멤버십을 보유하고 있다. 참여는 조직 대표가 아닌 개인 기여자에 의해 이루어진다. 현재 그룹 목록은 IRTF 홈페이지에서 확인할 수 있다.